# Bilancio (fenomeni di trasporto)
Nell'ambito dei fenomeni di trasporto, per bilancio si intende una relazione che intercorre tra i flussi entranti ed uscenti di una certa grandezza fisica in esame, la quantità che viene ad essere generata o distrutta e la quantità accumulata, riferendosi ad un intervallo di tempo e ad un dato volume che contiene il sistema fisico in esame.
Per impostare un bilancio bisogna definire i seguenti elementi (chiariti in seguito):
- la grandezza fisica di cui si vuole fare il bilancio (ad esempio massa, energia o quantità di moto)
- un volume di controllo
- un intervallo di tempo di osservazione (che può essere finito o infinitesimo).

Inoltre, nel caso di sistemi in cui siano presenti più fasi, bisogna anche precisare durante il bilancio a quale fase è riferito il bilancio o se è riferito all'intero sistema.

## Descrizione

### Formulazione generale
Il termine "bilancio" si riferisce a fenomeni di natura diversa (quali trasporto di materia, di calore e di quantità di moto), ma che condividono la stessa formulazione matematica.
Infatti, nel caso più generale, avendo fissato un dato volume di controllo (in inglese control volume, o CV) e un dato intervallo di tempo durante il quale effettuare il bilancio, il bilancio di una grandezza fisica si esprime nel seguente modo:
Accumulo = entrata - uscita + generazione
In cui:
- con il termine accumulo si intende la derivata rispetto al tempo della grandezza in esame all'interno del volume di controllo. È nullo nel caso in cui il sistema sia in condizioni di stato stazionario.
- per entrata e uscita si intendono i flussi entranti ed uscenti della grandezza fisica in esame, definiti rispetto all'intero contorno del volume di controllo e all'intervallo di tempo durante il quale viene effettuato il bilancio. La differenza tra il flusso entrante e il flusso uscente è il flusso netto.
- con il termine generazione (o creazione) si intende la differenza tra la quantità che viene creata e la quantità che viene distrutta all'interno del volume di controllo nell'intervallo di tempo dato.

La formula precedente può essere scritta anche nel seguente modo:
Accumulo = (entrata - uscita) + (generazione - scomparsa)
in cui l'ultimo termine è stato diviso in due contributi distinti, per cui in quest'ultimo caso per "generazione" si intende non più la differenza tra quantità creata e quantità distrutta, bensì il solo contributo della creazione.
Le regioni all'interno del volume di controllo in cui viene ad essere generata la grandezza fisica vengono detti "fonti" (o "sorgenti"), mentre le regioni all'interno del volume di controllo in cui viene consumata la grandezza fisica vengono detti "pozzi".
I termini che sono stati definiti sopra possono essere particolarizzati a seconda della natura del fenomeno fisico trattato: si può parlare ad esempio di "sorgente di calore", "consumo di materia" o "creazione di entropia".

### Convenzioni sui segni
Nella formulazione del bilancio visto sopra si hanno i seguenti segni:
- le quantità accumulate (a primo membro) sono positive
- le quantità in entrata sono positive
- le quantità in uscita sono negative
- le quantità generate sono positive
- le quantità scomparse sono negative.

In altri ambiti di studio, invece, la notazione sui segni è differente da quella sopra riportata, per cui bisogna aggiungere un segno "-" per riportarsi ai segni come riportati sopra.
In particolare, in presenza di un simbolo di differenza finita (Δ), di un gradiente (∇), di una derivata prima o di una derivata parziale prima, i segni vanno corretti, in quanto per definizione la variazione viene calcolata tra l'uscita e l'entrata, per cui:
{\displaystyle \Delta (grandezza)=uscita-entrata}
quindi le quantità precedute dai simboli "Δ" e "∇" sono invertite di segno. Questo non accade invece nel caso del laplaciano (∇²), in quanto si hanno due inversioni di segno, per cui il segno rimane inalterato.

### Esempi
Nell'equazione di Navier-Stokes (che viene formulata a partire da bilanci di quantità di moto e di materia):
{\displaystyle {\frac {\partial \rho {\vec {V}}}{\partial t}}+\nabla \cdot \left(\rho {\vec {V}}{\vec {V}}\right)=-\nabla p+\mu \nabla ^{2}{\vec {V}}+\left(\mu +\lambda \right)\nabla \left(\nabla \cdot {\vec {V}}\right)+\rho {\vec {g}}}
senza soffermarci sul significato dei simboli, vediamo che il termine al secondo membro {\displaystyle \nabla p} è stato cambiato di segno, mentre i termini successivi, in cui sono presenti i due operatori Nabla, hanno mantenuto il segno positivo.
Allo stesso modo, la prima legge di Fick della diffusione (che viene formulata a partire da bilanci di materia) presenta un segno "-" per questo motivo:
{\displaystyle J=-D\nabla \phi }

### Volume di controllo

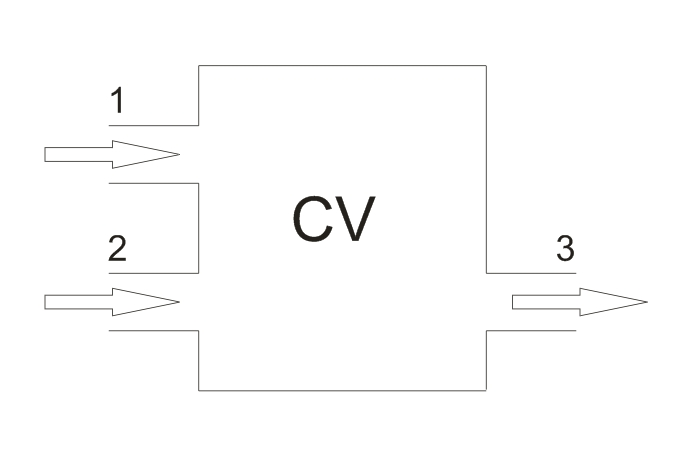
Rappresentazione di un "volume di controllo" (CV). Le correnti 1 e 2 corrispondono all'"entrata", mentre la corrente 3 corrisponde all'"uscita".

Il volume di controllo viene scelto in base al tipo di studio che si vuole effettuare. Esso può essere fisso nello spazio oppure mobile, e può anche variare nel tempo le proprie dimensioni, la propria forma e la propria composizione chimica.
Per definire il volume di controllo possiamo inoltre riferirci ad un'ottica lagrangiana o ad un'ottica euleriana.
La superficie che delimita il volume di controllo è detta "contorno" del sistema, e attraverso di essa (o porzioni di essa) avvengono gli scambi delle grandezze fisiche tra il sistema e l'ambiente (ovvero i termini che abbiamo chiamato "entrata" e "uscita").

## Tipi di bilanci
A seconda della grandezza fisica che vogliamo studiare, si possono formulare i seguenti bilanci:
- Bilancio di materia
- Bilancio di energia
- Bilancio di quantità di moto
- Bilancio di momento angolare
- Bilancio di calore
- Bilancio di entropia
- Bilancio di entalpia
- Bilancio di popolazione (ad esempio negli studi sulla cristallizzazione o negli studi sulla polimerizzazione[1])
- Bilancio della carica elettrica

I bilanci possono essere espressi in termini differenziali se si fa riferimento a intervalli di tempo e volumi di controllo infinitesimi. Dall'integrazione dei bilanci in termini differenziali si ricavano i bilanci in termini finiti, cioè relativi ad una determinata porzione dello spazio e un determinato intervallo di tempo.

### Bilancio di materia
Il bilancio di materia può essere riferito a qualsiasi particella elementare, a elementi chimici, a sostanze chimiche oppure a correnti materiali (cioè fluidi o materia granulare in movimento).
Nel caso in cui una corrente o un sistema sia costituito da più fasi, si può effettuare un bilancio di materia dell'intero sistema oppure riferirsi ad una sola fase (si parlerà quindi ad esempio di "bilancio di materia per la fase liquida", "bilancio di materia per la fase gassosa" o "bilancio di materia per la fase dispersa").
Nei bilanci di materia si fa spesso uso di una cosiddetta "base di calcolo", ovvero ci si riferisce ad una determinata quantità di massa, ad esempio si può effettuare il bilancio di materia di un serbatoio idrico con una corrente in entrata e una corrente in uscita prendendo come base di calcolo 1 chilogrammo di acqua entrante. In questa maniera, le altre quantità sono riferite alla base di calcolo scelta.
Una volta che si è scelto una base di calcolo e si è risolto il bilancio di materia, non è necessario risolvere nuovamente il bilancio se ci occorre riferirci ad una nuova base di calcolo, ma è sufficiente moltiplicare i risultati ottenuti per un opportuno fattore moltiplicativo (dato dal rapporto tra la nuova base di calcolo e la vecchia base di calcolo). Per l'esempio precedente, scegliendo come nuova base di calcolo 2 chilogrammi di acqua entrante, è sufficiente moltiplicare per 2 le quantità di materia ottenute in precedenza.

#### Esempio pratico

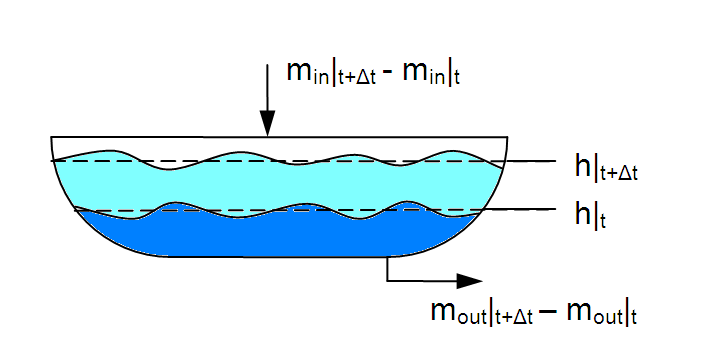
Rappresentazione di un bilancio di materia per una vasca d'acqua.

Consideriamo un bilancio di materia prendendo in considerazione un sistema comune a tutti: una vasca d'acqua.
Prendiamo come volume di controllo il volume racchiuso tra le pareti interne della vasca e un piano orizzontale che abbia quota pari al bordo della vasca.
Il bilancio di materia verrà svolto sull'acqua (cioè sulla fase liquida).
Prendiamo inoltre come tempo di osservazione il tempo compreso tra gli istanti t e (t+Δt), per cui il bilancio di materia sarà riferito all'intervallo di tempo Δt.
Se indichiamo con h l'altezza della massa liquida, tra il tempo t e (t+Δt) si avrà un innalzamento della massa d'acqua pari a h|(t+Δt) - h|t, che corrisponde ad una variazione di volume pari a V|(t+Δt) - V|t e ad una variazione della massa d'acqua pari a m|(t+Δt) - m|t. Questa variazione di massa corrisponde al termine di accumulo.
Nella vasca entrerà dell'acqua dal rubinetto,  e questo sarà il termine di massa entrata, pari a min|(t+Δt) - min|t.
Se la vasca non è tappata, dalla vasca uscirà dal tubo di scarico dell'acqua,  e questo sarà il termine di massa uscita, pari a mout|(t+Δt) - mout|t.
Inoltre, siccome non avvengono reazioni chimiche che producono acqua all'interno della vasca, il termine di generazione è nullo.
Il bilancio di materia è quindi:
(m|(t+Δt) - m|t) = (min|(t+Δt) - min|t) - (mout|(t+Δt) - mout|t)
Quindi se in un certo intervallo di tempo la differenza tra acqua entrata e acqua uscita è positiva, la vasca si starà riempiendo, mentre se la differenza tra acqua entrata e acqua uscita è negativa, la vasca si starà svuotando. In pratica, a seconda di quanto apriamo il rubinetto possiamo regolare l'acqua contenuta nella vasca.
Se invece tappiamo il tubo di scarico della vasca, il termine di uscita sarà nullo, ovvero:
(m|(t+Δt) - m|t) = (min|(t+Δt) - min|t)
in questa condizione l'accumulo è sempre positivo, ovvero la vasca si andrà riempiendo sempre di più.

##### Stato stazionario
Nell'esempio trattato, lo stato stazionario, che corrisponde all'annullamento del termine di accumulo, si realizza quando il livello di acqua nella vasca è costante, quindi se il fondo non è tappato, in condizioni stazionarie si ha:
(min|(t+Δt) - min|t) = (mout|(t+Δt) - mout|t)
cioè l'acqua entrata eguaglia l'acqua uscita.
Se invece il fondo è tappato, in condizioni di stato stazionario, abbiamo:
(min|(t+Δt) - min|t) = 0
ovvero il livello di acqua contenuta nella vasca rimane costante se la portata di acqua in entrata è nulla (cioè se il rubinetto è chiuso).
Il fatto che allo stato stazionario il livello di acqua nella vasca è costante non vuol dire che l'acqua non entra e non esce dal sistema, ma che la quantità di acqua nel sistema è sempre costante.
Per fare un altro esempio pratico, consideriamo il caso di un autobus che viaggi sempre pieno (facendo l'ipotesi che nessuno viaggi in piedi): il numero di posti a sedere nell'autobus è sempre lo stesso, ma anche se il numero di passeggeri che entrano e che escono dall'autobus fosse sempre uguale, le persone sarebbero sempre diverse, in quanto ad ogni fermata i passeggeri che scendono non risalgono più sull'autobus (o almeno non nella stessa ora).

#### Il significato di bilancio di materia delle reazioni chimiche
Le reazioni chimiche vengono ad essere rappresentate da una espressione in cui a sinistra sono presenti i reagenti e a destra i prodotti. Ad esempio una reazione chimica può essere scritta nel modo seguente:
aA + bB = cC + dD
in cui A e B sono i composti reagenti, mentre C e D sono i composti prodotti. A ciascuna specie chimica è affiancato un cosiddetto coefficiente stechiometrico, nel nostro caso: a, b, c e d. Inoltre le specie chimiche sono indicate ad esempio tramite la cosiddetta formula bruta, che mette in evidenza le quantità di atomi presenti nella singola specie chimica. Ad esempio CO2 (che è la formula bruta dell'anidride carbonica) indica 1 atomo di carbonio e 2 atomi di ossigeno.
L'espressione di una reazione chimica costituisce quindi un vero e proprio bilancio di materia sotto le seguenti ipotesi:
- grado di avanzamento della reazione unitario (per cui si dice che la reazione "è a completamento")
- reagenti alimentati in rapporto stechiometrico
- i prodotti non sono presenti nell'alimentazione.

### Bilancio di energia

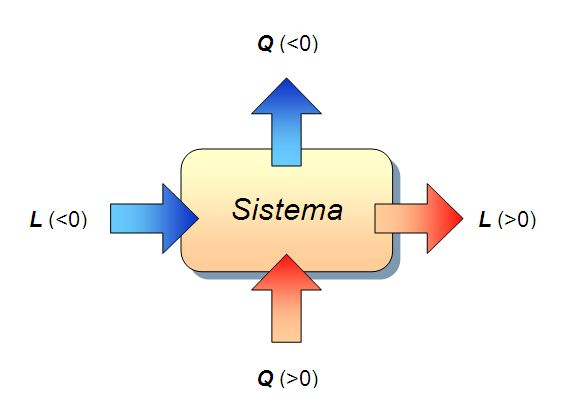
Nella formulazione del primo principio della termodinamica, il sistema scambia energia sotto forma di calore e lavoro.

Un bilancio di energia può contenere una moltitudine di termini, a seconda del tipo di energia che si considera, ad esempio: energia cinetica, energia potenziale, energia potenziale gravitazionale, energia chimica, energia nucleare.
Sono particolari bilanci di energia i bilanci di calore, i bilanci di entropia, e i bilanci di entalpia.
Il primo principio della termodinamica si può ricavare da un bilancio di energia.

## I bilanci e le leggi di conservazione
L'applicazione dei bilanci ad un sistema generico di un problema fisico di una determinata natura dà luogo alle leggi di conservazione, tra cui:
- Legge della conservazione della massa
- Legge di conservazione dell'energia
- Legge di conservazione della quantità di moto
- Legge di conservazione del momento angolare
- Legge di conservazione del numero barionico
- Legge di conservazione della carica elettrica.

## L'importanza dei bilanci nel campo dell'ingegneria
L'applicazione dei bilanci a dei sistemi specifici di un problema di tipo ingegneristico determinato dà luogo alle cosiddette equazioni di progetto, che possono descrivere ad esempio il comportamento di una determinata apparecchiatura chimica (ad esempio: colonna di distillazione, reattore chimico, cristallizzatore, turbina o scambiatore di calore). A seconda che all'interno dell'apparecchiatura in questione avvenga trasporto di calore, di materia, di quantità di moto, o altro, si dovranno scrivere più bilanci, ciascuno relativo al tipo di fenomeno fisico che avviene nel sistema, prima di ricavare l'equazione di progetto relativa all'apparecchiatura.

### Esempio

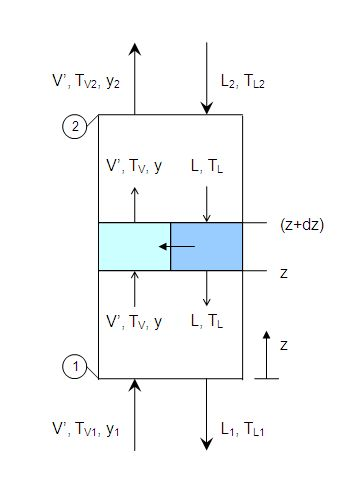
Rappresentazione semplificata di una torre di raffreddamento.

I bilanci di materia e di energia possono essere utilizzati per ricavare l'equazione di progetto di una torre di raffreddamento. Nello schema della torre di raffreddamento rappresentato qui a lato, si hanno due flussi entranti (uno di liquido e uno di vapore) e 2 flussi uscenti (uno di liquido e uno di vapore).
Si può impostare un bilancio di materia globale dell'intera apparecchiatura oppure un bilancio di materia in termini differenziali, considerando una parte della colonna di altezza infinitesima dz.
Inoltre il bilancio di materia può essere svolto su entrambi i componenti (liquido e vapore) oppure su uno solo dei due componenti. In ogni caso solo 2 di questi bilanci saranno indipendenti, mentre la terza equazione sarà linearmente dipendente dalle altre due.
In questo esempio il volume di controllo scelto per la determinazione dell'equazione di progetto è fisso nello spazio.